# Kolonihäckning
Kolonihäckning är ett begrepp inom ornitologi som används om fågelarter där paret alltid eller ibland häckar i grupp med andra par. Kolonihäckning ökar skyddet mot predation, och ju större koloni desto bättre häckningsresultat. Större kolonier har fler vakande ögon och större möjlighet att försvara sig. Det finns också studier som visar på att de vuxna fåglarna i genomsnitt får en längre livslängd bland kolonihäckare. En faktor som håller nere storleken på kolonierna är tillgång på föda.
En fågelkoloni kan i extremfall omfatta hundratusentals par.
Man delar upp kolonihäckare i två kategorier:
- Obligata kolonihäckare, är arter som alltid häckar i grupp. Exempel är backsvala och råka.
- Fakultativa kolonihäckare, är arter där paret ibland häckar i grupp med andra och ibland häckar som enskilt par. Exempel är björktrast, kaja, rödfalk och fiskmås.

Majoriteten av världens fågelarter är inte kolonihäckare.